# Albert Crahay (militair)
Albert baron Crahay (Elsene, 9 juni 1903 - Saint-Cézaire-sur-Siagne, 19 oktober 1991) was een Belgisch militair en historicus.

## Biografie
Albert Crahay begon in 1921 als cadet aan de Koninklijke Militaire School, waar hij in 1923 afstudeerde. Hij studeerde vervolgens aan de École d'application en de École de guerre, waar hij de titel van Stafbrevethouder kreeg. Hij werd stafofficier in 1936. Tijdens de Tweede Wereldoorlog werd hij krijgsgevangen gehouden in Duitsland.
In 1945 keerde hij terug naar België, waar hij doceerde aan de militaire school. Bij aanvang van de Koreaanse Oorlog in 1950 werd hij vrijwilliger en commandant van het Belgische Vrijwilligerskorp in Korea (Belgian United Nations Command). Hij speelde een belangrijke rol in de Slag om de Imjin in 1951. Eind dat jaar keerde hij terug naar de militaire school in België. In 1958 werd hij commandant van de 16de Gepantserde Divisie, dat in West-Duitsland gestationeerd was, in 1959 stafchef van AFCENT en in 1960 opperbevelhebber van de Belgische strijdkrachten in Duitsland en het 1ste Korps. Hij ging in 1964 als luitenant-generaal op pensioen.
Van 1969 tot 1983 was hij voorzitter van de Comité interministériel de l’eau. Hij schreef zijn memoires en verschillende boeken over de Belgische militaire geschiedenis.

## Onderscheidingen
Crahay was Grootkruis in de Orde van Leopold II met Palm, Grootofficier in de Kroonorde en de Leopoldsorde, drager van het Oorlogskruis 1940 met Palm, de Herinneringsmedaille 1940-1945 met Gekruiste Sabels, de Medaille van de Krijgsgevangene 1940-1945, de Medaille voor Buitenlandse Operaties met baret Korea, de Vrijwilligersmedaille Korea, het Militair Kruis 1ste Klasse en de Regeringsmedaille van Koning Albert I. Hij was Officier in het Legioen van Verdienste van de Verenigde Staten en drager van het Distinguished Service Cross, het Ere-Kruis voor Militaire Verdienste in Goud met Palm van Luxemburg, de Chung-Mu met Zilveren Ster van de Republiek Korea, de Oorlogsmedaille van de Republiek Korea, de UNO Medaille Korea, de Presidential Unit Citation en de Presidential Unit Citation Korea van de Verenigde Staten.
Hij werd in 1983 tot baron verheven.